# Waldemar Obłoza
Waldemar Obłoza (ur. 19 sierpnia 1959 w Gołychłąkach) – polski aktor teatralny, telewizyjny i filmowy. Rozpoznawalność zapewniła mu rola Romana Kurskiego w sitcomie Polsatu Miodowe lata (1999–2003) i Romana Hoffera w telenoweli TVN Na Wspólnej (od 2003).

## Życiorys

### Wczesne lata
Urodził się i dorastał w rodzinie katolickiej w małym gospodarstwie w Gołychłąkach, w powiecie mińskim, w gminie Latowicz jako najmłodsze z pięciorga dzieci. Wychowywał się z dwiema siostrami i dwoma braćmi. Kiedy miał sześć lat, zmarła jego matka, a ojciec zmagał się z rakiem. Przez jakiś czas wychowywała go babcia Zofia. Wkrótce jednak 11-letniego Waldka i jego 13-letniego brata oddano do domu dziecka w Płocku, gdzie Obłoza spędził trzy i pół roku. Jego ojciec zmarł, gdy miał 15 lat. Wkrótce rozpoczął naukę w Liceum Zawodowym z internatem przy Zakładach Mechanicznych „Ursus”, gdzie nauczycielka języka polskiego zaszczepiła w nim pasję do teatru i chęć do uprawiania zawodu aktora. Zdawał kilka razy do szkoły teatralnej, zanim trafił do ogniska teatralnego Jana i Haliny Machulskich przy warszawskim Teatrze Ochota. W 1985 ukończył filię PWST we Wrocławiu.

### Kariera
Po studiach otrzymał angaż do jeleniogórskiego Teatru im. Cypriana Kamila Norwida, którego dyrektorem była wtedy Alina Obidniak. Grał Aksela w Pelikanie (1986) Augusta Strindberga, Rysia Boksera w Boso, ale w ostrogach (1986) Stanisława Grzesiuka, strażnika w Antygonie (1987) Sofoklesa, Kantego w Monachomachii (1990) Ignacego Krasickiego w reż. Jerzego Zonia, Nozdriowa w Martwych duszach (1990) Nikołaja Gogola w reż. Wiesława Hołdysa, tytułowego bohatera w Gyubalu Wahazarze (1991) Witkacego, Rejenta Milczka w Zemście (1993) Aleksandra hr. Fredry w reż. Zygmunta Bielawskiego.
W latach 1987–1988 był związany z Ośrodkiem Teatru Otwartego „Kalambur” we Wrocławiu. W latach 1988–1990 występował w warszawskim Teatrze Komedia. W latach 1993–1997 grał w Teatrze Polskim w Poznaniu, gdzie w 1996 otrzymał Różę, nagrodę dla najlepszego aktora scen poznańskich przyznawaną przez krytyków teatralnych „Głosu Wielkopolskiego”. W latach 1997–2003 pracował w warszawskim Teatrze Rozmaitości.
W latach 1998–2003 grał rolę sąsiada-kryminalisty Kurskiego w popularnym sitcomie Miodowe lata. Tuż po zakończeniu produkcji rozpoczął pracę na planie serialu TVN Na Wspólnej, w którym wciela się w postać Romana Hoffera. W 4–odcinkowym cyklu dokumentalnym Sensacje XX wieku Bogusława Wołoszańskiego – pt. Enigma (2015) zagrał rolę Stefana Ossowieckiego.

## Życie prywatne
Z pierwszego małżeństwa z Iloną Szoką ma dwoje dzieci, bliźniaki – Igora i Ingę (ur. 1988 w Jeleniej Górze). 23 grudnia 2010 zawarł związek małżeński z aktorką Dorotą Zielińską.

## Filmografia

### Jako scenarzysta
- Miodowe lata (1998-2003)

### Jako aktor
- 1988–1990: W labiryncie − jako Rolnik Klimczak
- 1996: Poznań 56
- 1999–2003: Miodowe lata − jako Roman Kurski, sąsiad Krawczyków i Norków
- 2000: Wielkie rzeczy: Sieć − jako Kontrahent w sklepie Skowronków
- 2000: Twarze i maski − jako Jarek
- 2000–2001: Miasteczko − jako Roman Matysik
- 2000: Anna Karenina − jako lokaj u Betsy
- 2000: Egoiści − jako lekarz przyjmujący poród Ilonki
- 2000–2001: Adam i Ewa − jako Dumała
- 2001−2002: Plebania − jako pielęgniarz w szpitalu psychiatrycznym (odc. 61-65, 150)
- 2001: Więzy krwi − jako Bogdan
- 2002: Król przedmieścia − jako pielęgniarz Rysio (odc. 6)
- od 2003: Na Wspólnej − jako Roman Hoffer
- 2003: Tygrysy Europy 2 − jako policjant Władek, kolega Nowaka
- 2004: Piekło niebo − jako policjant
- 2006: Dublerzy − jako pracownik lotniska
- 2010: Weselna polka − jako Zbigniew Borówka
- 2013: Biegnij, chłopcze, biegnij jako partyzant
- 2014: Dżej Dżej − jako dyrektor więzienia

### Jako aktor gościnnie
- 1999: Na dobre i na złe − jako kierownik sklepu (odc. 8)
- 2000: Przeprowadzki − jako tajniak (odc. 1)
- 2001: Marszałek Piłsudski (odc. 2)
- 2003: Zaginiona (odc. 2)
- 2003: Kasia i Tomek − jako Ryszard, facet chcący zaopiekować się Lukasem (głos, seria II, odc. 31)
- 2006: Dublerzy − jako pracownik lotniska
- 2008: Kryminalni − jako trener aikido (odc. 100)
- 2012: Ranczo − jako dyrektor Domu Dziecka (odc. 77)
- 2012: Nad rozlewiskiem − jako właściciel stacji benzynowej (odc. 10)
- 2012: Czas honoru − jako Kuczok, funkcjonariusz UB (odc. 59)
- 2013: Ojciec Mateusz − jako Wiesław Górka (odc. 115)
- 2014: Komisarz Alex − jako Zygmunt Reiss „Zyga” (odc. 57)
- 2021: Jonasz z maturalnej − jako zakonnik „Winnetou” (odc. 4)

### Dubbing
- 2013: Hobbit: Pustkowie Smauga − jako Percy